# Товариство дослідників української історії, писемності та мови в Ленінграді
Товариство дослідників української історії, писемності та мови в Ленінграді (рос. Общество исследователей украинской истории, литературы и языка в Ленинграде) — історично-наукове товариство, культурно-просвітницька та громадська установа, що об'єднувала літературознавців, фольклористів, етнографів, мовознавців, істориків, археологів, мистецтвознавців для дослідження української історії, мови та літератури й поширення україніки в Росії.
Засноване за ініціативою акад. В. М. Перетця та А. Й. Лященка 25 грудня 1921 року як «Товариство прихильників української історії, писемності, писемності та мови в Петрограді», в 1933 року перейменоване на «Українське наукове товариство» (рос. Украинское научное общество), яке того ж року було оголошене «контрреволюційною організацією», багато його членів були репресовані за так званою «Справою славістів».
Діяло, як комісія, а з 1928 року — як філія ВУАН.
Очолював товариство В. Перетц, а потім Б. Крижанівський та В. Корабльов. Секретарями працювали І. Фетисов, К. Копержинський, К. Черняк.
Були надруковані «Звідомлення» за 1922—1926, випуски «Наукового збірника» та окремі праці членів товариства.
Вилучено зі складу ВУАН за рішенням листопадової сесії Ради ВУАН.
Товариство припинило існування в 1933 році. Архів товариства зберігається в Петербурзі і філії Архіву РАН. Фонд малоінформативний, містить 6 справ: в основному уставні документи та декілька анкет членів Президіуму Товариства.
Про діяльність Товариства зокрема інформували видання «Записки Історично-Філологічного Відділу», Київ та «Червоний шлях», Харків.

### Діяльність товариства

#### 1923 рік
У 1924 році Товариство в «Записках Історично-Філологічного Відділу» опублікувало наступний звіт.
У 1923 р. Товариство, що заступило собою давніше «Товариство прихильників української історії і мови», складалося з 16 дійсних членів: проф. Д. І. Абрамович, проф. В. П. Адріянова, проф. С. Д. Балухатий, проф. О. П. Баранників, проф. В. Ф. Боцяновський, В. В. Данилів, К. О. Копержинський, А. Й. Лященко, М. М. Могилянський, акад. В. М. Перетц, П. П. Потоцький, проф. П. К. Сімоні, І. І. Фетисів, проф. В. О. ІЦавинський, проф. С. О. Щеглова, і 3 членів — співробітників: Я. Д. Верховець, П. С. Косюра і С. І. Шкроб.
Президія Товариства складалася з голови — акад. В. М. Перетца, його заступника — А. Й. Лященка й секретаря — І. І. Фетисова (до 2-XI), пізніше — К. О. Копержинського.
Діяльність Товариства розвивалася, повільно поширюючись, часом — припиняючись через те, що в минулому році двічі відбувалася перереєстрація; під час неї — від 1-І до 27-IV та від 24-VIII до 19-Х не можна було скликати членів на чергові наукові зібрання. Одначе, не зважаючи на це, у минулому році відбулося 11 прилюдних засідань (27-IV, 11-V, 25-V, 8-VI, 10-VIII, 24-VIII, 19-Х, 2-XI, 23-XI, 7-XII, 21-XII), при участі членів і гостей.
Діяльність Товариства виявилась у двох напрямах: у рефератах, що читалися та обговорювалися на згаданих вище засіданнях, і в працях, що їх провадили поодинокі члени, кожен у царині своїх наукових інтересів. Прочитано було 24 реферати (спис їх у додатку). Крім обговорення рефератів членів і гостей, на зборах своїх Товариство розглянуло дві записки голови: перша записка — про організування допомоги студентам, що хочуть узяти участь у розробленню матеріалів і питань у царині українознавства під керівництвом членів Товариства. Ухвалено: прийняти програму і прохати відповідних членів прийняти на себе керування науковою роботою української молоді в Ленінграді. Друга записка пропонує утворити в Ленінграді дослідчу наукову катедру або Інститут, що охоплюватиме всі парості українознавства. Ухвалено: просити Нар. Ком. Освіти У. Р. С. Р. подбати про утворення такої катедри або Інституту в Ленінграді на підставі нормального статуту, з головним завданням: розроблювати матеріали, що переховуються в ленінградських книгозбірнях, насамперед — рукописних. З проектом Науково-Дослідчої катедри ухвалено вдатися до Української Академії Наук з проханням підперти оцей проект авторитетом вищої наукової інституції в Україні.
Що торкається наукових праць поодиноких членів Товариства, — на запрошення голови подали свої звідомлення оці члени (перечисляючи тільки праці, що належать безпосередньо до українознавства):
1. Д. І. Абрамович — студіював історію давнього слов'яно-руського Пролога в Україні і Московщині в зв'язку з його джерелами.
2. В. П. Адріянова — працювала над історією давнього українського театру в зв'язку з західньо-європейським. Досліджуючи зосібна діяльність вихованців Київської Академії XVIII в., — довела, що один із них, Іван Лятошевич, написав панегіричний діялог на честь наслідника престолу, Петра, поставлений на сцені Тверської семінарії в рр. 1840-х. Розвідка з текстом діялогу надрукована в кн. «Старинный театр в России» під ред. В. П. Перетца. Крім цього, закінчила розвідку про misę en scene українського театру XVII—XVIII вв. (устрій сцени, декорації, вбрання тощо).
3. В. Ф. Боцяновський — написав біографію Т. Г. Шевченка (5-6 арк. друку); використав нові матеріяли про творчість і життя великого українського поета.
4. Я. Д. Верховець — розроблював питання про первісну історію Шостянської пороховні, що офіціяльно святкувала століття свого існування 1871 року; автор доводить, що пороховня в Шостці існувала ще за гетьмана Дорошенка.
5. В. В. Данилів — працював по архівах, розробляючи матеріали, що торкаються діячів українського відродження в XIX ст. Прочитав у Товаристві два реферати.
6. К. О. Кодержинський — студіював історію Острозької школи і друкарні, зокрема діяльність Даміяна Наливайка (к. XVI — поч. XVII ст.). Написав; рецензію на кн. проф. А. Білецького «Стар. театр в России»; написав, використав нові матеріали, розвідку "Драматичні елементи в укр. обрядовій поезії". Студіював українську комічну оперу з поч. XIX в. у зв'язку з французькою та московською. Досліджував літературну долю легенди про «пана, Твардовського» на українському ґрунті.
7. А. Й. Лященко — надрукував у виданні «Пушкинского Дома» Рос. Акад. Н., «Литературные Портфели» статтю про І. П. Котляревського і його, відносини до М. І. Гнідича; крім реферата в Товаристві, прочитав в Общ_ Люб. Др. Письменности свою розвідку «Летописные сказання о смерти Олега Вещего»; в «Пушкинском Доме» — «П. Куліш і П. Плетньов» на підставі листів Куліша. Провадив далі розвідки на полі вивчення староруського епосу; написав статті: «Биліни про Івана Гостинного сина», «Биліни про Іллю Муромця та його сина»; «Биліни про Дюка Степановича», останню прийняла до друку Російська Академія Наук. Заряджував відділом слов'янських літератур у Бібліотеці Рос. Академії Наук, де згромаджено силу українських книг.
8. В. М. Перетц — головним чином розшукував і досліджував пам'ятки давнього українського письменства. В серпні і вересні працював по бібліотеках у Москві та Києві (де переглянув більш, як 60 рукописів); написав розвідки: «Ів. Вишенський і польська література XVI століття» (прочитано в скороченні на зборах Всеукр. Акад. Наук); «Збірник повістей Григорія свящ. Шаргородського з р. 1660»; «Вірші архімандрита Онуфрия р. 1699». Прочитав низку доповідей у Товаристві.
9. П. П. Потоцький — студіював документи з архіву козацького роду Потоцьких про службу і побут укр. військової старшини XVIII ст.; провадив далі бібліографічний опис книг, іконографії і картографії книгозбірні Потоцьких; перекладав з німецької Правдиве і докладне описання Запорозьких козаків Фендриха фон-Ханделовика (вид. Найснгейм, 1789); зробив реферат про відношення до М. О. Максимовича укр. письменників та вчених. Написав начерк історії «Основи» і характеристику цього видання та фундаторів його.
10. В. О. Щавинський — працював над темою «Фарби, що їх уживалося в давній Україні — Руси відносно до техніки малярства», звертаючи особливу увагу на все, що торкається давньої історії України. Оця праця закінчена; потребує вона близько 20 арк. друку; почасти зреферована в засіданнях «Академии Материальной Культуры» в Петербурзі і в «Інституті Археологічної технології». Написав розвідку про те, якого чорнила вживали давні руські книгописці. прочитав її в «Общ. Люб. Древн. Письм.». У другій розвідці — «Фарби в історії давнього побуту України-Руси» зробив спробу визначити склад фарб Остромирового Євангелія. Зібрав матеріали до праці Аіро українські впливи на малярську техніку Моск. Руси (а зреферовано в Товаристві).
11. І. І. Фетисів — досліджував впливи давньої Київської агіографії на північно-руську в XIV-XV ст. і розшукував сліди польського впливу на українську агіографію XVI—XVII вв., скільки він відбивався на перекладі Тріодних синаксарів. Про це читав доповідь в засід. Товариства.
12. С. О. Щеглова — написала статтю про вірші П. Беринди 1616 р., вистежила джерела, що з них користувався цей український віршописець. Надрукувала статтю: «Русская пастораль XVII в. („Беседы пастушеские“ Симеона Полоцкого)».

##### Доповіді за 1923 рік
- Могилянський М. — Шевченко і Сковорода.
- Перетц В., До історії українізації церковних книг у XVII ст.
- Фетисів І., Джерела українських Тріодних синаксарів XVII ст.
- Щеглова С., Вірші Памви Беринди р. 1616.
- Копержинський К., Драматичні елементи в укр. обрядовій поезії.
- Данилів В., П. О. Куліш і М. О. Максимович в їх взаєминах.
- Перетц В., До джерел думи про Олексія Поповича.
- Симон П., Давня звістка про велетенські могили біля Переяслава.
- Перетц В., Новітні праці про «Слово о полку Ігоревім» (1922-23 рр.),
- Лященко Л., Збірник прислів'їв Смерницького 1834 р. і його доля.
- Адріянова В., Український театр в кн. проф. Білецького «Старинный театр в России».
- Копержинський К., Народня українська драма.
- Перетц В., Нові ukrainica (1920-23 рр.).
- Данилів В., М. О. Максимович як письменник і людина.
- Перетц В., Праці М. О. Максимовича з історії, історії письменства і мови.
- Потоцький П., Українські вченії і громадські діячі про Максимовича.
- Щавинський В., Український вплив у підручниках малярства старої північної Руси.
- Щавинський В., Старі укр. граматки і нові укр. книжки для дітей.
- Верховець Я., З історії Шостенської пороховні до пол. XIX ст.
- Кудрицький Ф., Філософічні ідеї Гр. Сковороди.
- Ільїнський Гр., Українська мова в книзі проф. С. М. Кульбакіна.
- Филипович П., Куліш і Гомер (композиція «Орисі»).
- Богаєвський Б., Сучасний стан питання про Трипільську Культуру («Ukrainische Kultur»)
- Гордіев Д., Нові праці з історії української культури і мистецтва.

#### 1924 рік
У 1925 році Товариство в «Записках Історично-Філологічного Відділу» опублікувало наступний звіт.
Товариство складалося з 20 дійсних членів і 3 співробітників, під головуванням акад. В. Перетца. Протягом 1924 р. одбуло воно 16 прилюдних засідань з 31 доповіддю. Товариство, як єдиний представник української науки в Ленінграді, використовує й обробляв багатий український матеріял, що переховується по ленінградських архівах та музеях. Голова Товариства акад. В. Перетц, опріч розшукування матеріялів до історії українського письменства, з доручення Відділу проводить складання наукової бібліографії давнього українського письменства, насамперед огляд рукописів українського походження або таких, що їх читано та переписувано в Україні. Досі описано 820 рукописів з різних бібліотек та музеїв.
Товариство знаходилось за адресою Мойка, 21..

##### Доповіді за 1924 рік
- П. П. Потоцький, Часопис «Основа» та її фундатори.
- Акад. В. М. Перетц, Збірник повістей панотця Гр. Шаргородського.
- А. Й. Лященко, Відгомін укр.-руської биліни про бій Іллі Муромця в старо-німецькім епосі.
- Проф. В. П. Адріянова, Український паломник кінця XVI в. Данило Корсунський.
- В. О. Щавинський, Шевченко і Рембрандт.
- В. Ф. Боцяновський, Гуманізм Шевченка.
- К. О. Копержинський, Посланіє Шевченка «до мертвих і живих і ненарождених земляків».
- Акад. В. М. Перетц, До історії польсько-українських літературних взаємовідносин в XVI в.
- С. О. Красильников, Рукописне джерело збірник а українських пісень Гоголя.
- Акад. В. М. Перетц, Сліди українського. перекладу Печерського Патерика в XIII в.
- А. Й. Лященко, Новітні студії про Шевченка.
- Проф. В. П. Адріянова, До історії українського шкільного театру XVII—XVIII вв.
- А. Й. Лященко Нові «україніка».
- А. Й. Лященко, Биліна про Івана Гостиного сина і українська література XII в.
- П. П. Потоцький, Історична вага альбому літографій української старовини худ. Сластьона.
- К. О. Копержинський, Театр на південно-західній Україні за 50 років (1780—1830).
- Акад. В. М. Перетц, Нова студія Ф. Колесси про походження українських дум.
- С. О. Щеглова, Видавнича діяльність печерського друкаря XVII ст. Памви Беринди.
- І. С. Абрамов, Українські пісні в рукописнім співанику Лизаветинської доби.
- А. Й. Лященко, Замітка до «Слова о полку Ігоревім».
- Акад. В. М. Перетц, Нова спроба історії української літератури акад. М. С. Грушевського.
- А. Й. Лященко, Сага про Олафа Тригвассона та літописний переказ про княгиню Ольгу.
- Акад. В. М. Перетц, 3 часів гордування українською мовою.
- К. О. Копержинський, Критичний огляд нових праць з історії українського театру.
- Акад. В. М. Перетц, Сценічні ефекти в старовинній укр. драмі.
- І. Ф. Рибаков, «Семеновская история» і арешт Каразина, за новими матеріялами.
- Д. І. Абрамович, Кутейнинське видання 16З7 р. Гісторії про Варлаама та Йоасафа.
- К. О. Копержинський, Театр на Чернігівщині в другій половині XVШ та першій половині XIX ст.
- П. П. Потоцький, 3начіння праць Д. О. Ровинського для історії українського мистецтва.
- Б. Л. Богаєвський, Пам'ятки Трипільської культури в музеях України.
- В. В. Данилов, Російська цензура в справі арешту збірника українських пісень Коципинського.

#### 1926 рік
У 1926 році Товариство в «Записках Історично-Філологічного Відділу» опублікувало наступний звіт.
Товариство складалося з 24 дійсних членів та 3 членів-співробітників. Протягом 1925 року Товариство відбуло 12 засіданнів (одне — присвячене пам'яті дійсного члена Товариства В. Щавинського), з 29 доповідями. В минулому році Товариство поширило свою діяльність, заснувавши при собі секцію Етнографічну, під головуванням проф. Б. Г. Крижановського, з дорученням досліджувати головним чином побут і народню творчість українців на території СРСР по-за межами України.
Опріч установ 1-го Відділу, по яких праця провадиться колективно, дехто з академіків та співробітників працювали індивідуально, чи то при своїх катедрах, чи маючи спеціальні од Відділу наукові доручення. Отже акад. М. Біляшівський, провадячи постійну роботу у Всеукраїнському Історичному Музеї та археологічних установах Академії, разом з тим зробив археологічні досліди з Трипільської культури на Немирівському та Борисівському (під Липцями) городищах. Акад. Ф. Мищенко працював з доручення од Відділу над виготовленням до друку, з рівнобіжними грецькими текстами, слов'янського Устава 1193 р., відомого під назвою Студійського і цікавого для історії старої української мови. Акад. В. Перетц збирав відомості про рукописи українського походження, розкидані по бібліотеках. СРСР і за кордоном. Складаючи, за допомогою члена-кореспондента В. П. Адріянової, систематичну наукову бібліографію українського письменства (зареєстровано близько 2 000 рук.), досліджував літературні взаємини українського та польського, українського та московського письменств і виготував до друку «Розвідки й матеріали до історії давнього українського письменства» та книгу «Слово о полку Ігоревім» (надруковано у виданнях. Української Академії Наук); надрукував чимало праць і зробив кілька доповідей по установах Академії.
Співробітники з окремими науковими дорученнями: 1. Барвінок В. провадив опис стародруків по київських бібліотеках, брав участь у підготовчій комісії для скликання археологічної конференції й завідував бібліотекою колишнього Михайлівського монастиря. 2. Камінський В. провадив працю з обсягу етнографії та звичаєвого права, спеціально розглянув етнографічну роботу Костомарова, Драгоманова та Сумцова. 3. Курилова О. працювала переважно, як філолог-спеціяліст при Інституті Української Наукової Мови, опрацювала, з доручення Державної правописної комісії, проект правопису чужих слів та одбула екскурсію на Поділля, де зібрала великий діалектологічний матеріал. 4. Новицький М. виконував своє давнє доручення щодо збирання й опрацювання Шевченківського матеріалу. 5. Полонська-Василенкова Н. працювала над історією території Запорозької Січи, спиняючись особливо на земельному питанні та громадських стосунках за останні часи існування Січи. 6. Попов П. провадив роботу в сфері української давньої літератури та друкарства за архівними матеріялами, а також у сфері етнографії й діалектології. 7. Проф. Пархоменко В. розробляв питання з давньої історії Києва та київського князівства. 8. Старицька-Черняхівська Л. працювала над історією українського театра, зокрема брала участь у складанні театральної термінології.
Товариство знаходилось за адресою Мойка, 21..

##### Доповіді за 1925 рік
- Перетц В. акад., Пам'яти В. О. Щавинського.
- Фармаковський Ж., Праці В. О. Щавинського з поля археологічн. технології.
- Яремич С., В. О. Щавинський, лк знавець голландського малярства.
- Потоцький П., Спомини про В. О. Щавинського.
- Червяк К., Сучасний побут людности на Овруччині.
- Перетц В. акад., Переклади морально-філософічних творів на Україні XVII в.
- Рибаков І., Совісний суд на Україні.
- Копержинський К., Сучасні літературні угрупування на Україні.
- Червяк К., Нове в побуті людности на Овруччині. Творчість Д. Стоцького.
- Крижановський Б., Про українські килими та типи їх малюнків.
- Потоцький П., Діяльність В. Гр. Котельникова (з приводу 75 роковин з дня його народження).
- Перетц В. акад., Пам'яти Т. Г. Шевченка.
- Боцяновський В., Естетичні погляди Т. Г. Шевченка.
- Потоцький П., Бібліотека Шевченка.
- Абрамов І., Повернення Шевченка з заслання.
- Маслов С., Етюди з історії давнього українського друкарства.
- Адріянова-Перетц В., Вірші та народні стихи про «Плач Адама».
- Павлов-Сильванський М., Краєзнавство на Україні в зв'язку з діяльністю Української Академії Наук.
- Симонг П., Замітки про українські словники Новицького (1818 р.), Павловського (1826 р.), Шимкевича (1838 р.) та Морачевського (1853 р.).
- Чернишов В., Український словник з бібліотеки В. І. Даля, 1860-х років.
- Копержинський К., Процесії та святкування збору врожаю у слов'янських народів.
- Перетц В., акад., Тестамент Василія царя Грецького у двох українських перекладах XVII ст.
- Червяк Ж., Жидівський сільсько-господарський колектив у м. Лугинах Коростенської округи.
- Рибаков І., 3 матеріялів «освѣдомительнаго бюро» при полтавському губерніяльному старості.
- Абрамович Д., Загадкове свідоцтво про переклад «Історії Варлаама і Йоасафа» з індійської мови.
- Абрамов І., Народне тлумачення снів за матеріялами зібраними у м. Вороніжі на Чернігівщині.
- Перетц В., акад., Вірші харківського архім. Онуфрія з початку XVIII в.
- Рибаков І., Бунт Чернігівського полку 1826 р.
- Лященко А., Літературна діяльність А. С. Афанасьєва-Чужбинського. З приводу 50-річчя його смерти.

#### 1927 рік
У 1927 році Товариство у «Записках Історично-Філологічного Відділу» опублікувало наступний звіт.
Товариство в складі 31 дійсного члена та 4 членів-співробітників, що скінчило 5 перших років свого існування, було і в цьому році власне українознавчим органом на півночі, науковою комісією Української Академії. Матеріяльна допомога від Академії дала можливість Товариству розгорнути в минулому році свою діяльність ширше і провадити її систематичніше. По-за індивідуальною діяльністю поодиноких своїх членів, що видрукували низку праць по українських та російських виданнях, Товариство в минулому році відбуло 13 спільних зібрань та 13 зібрань організованої на початку того року Етнографічної Секції з 46 доповідями. Новоутворена Етнографічна Секція підготувала план до дослідження умов побуту українців, що мешкають по-за межами України, і особливу увагу звернула власне на Кубань та її українську людність.

##### Доповіді за 1926 рік
- Крижанівський Б. Ю., Нова етнографічна мапа України.
- Фриде М. О., Ганчарство на Поділлі.
- Щеглова С. О., Вірші про Гетьмана Ів. Мазепу.
- Адріянова Б. історії польсько-українських взаємин у XVI в.
- Перетц В. М. акад., До історії українських учительних євангелій XVI, XVII вв.
- Рибаков І. Ф., Архів кн. Рєпніна що-до історії України.
- Лященко А. Й., Оповідання Т. Г. Шевченка.
- Арасимович Л. В., Шевченко в польських перекладах.
- Богданова Н. Г., Автограф Шевченка в альбомі Селецької р. 1884
- Перетц В. М. акад., Наукові праці П. Г. Житецького.
- Абрамович Д. І., Листування Костомарова з А. Д. Блудобою.
- Данилов В. В., Голосіння українських старців.
- Адріянова В. П., Прислів'я з Полтавщини в записах 1850-х років.
- Данилов В. В., М. О. Максимович і «Основа».
- Потоцький П. П., Буквар Шевченка.
- Абрамов І. С., Українська казка в рукоп. XVIII в.
- Перетц В. М. акад., Франко, як учений дослідник.
- Рибаков І. Ф., Громадські погляди Ів. Франка.
- Данилов В. Б., Франко, як ліричний поет.
- Перетц В. М. акад., Gerusallemme Liberała Т. Тассо у давнім українськім перекладі кінця XVII, початку XVIII вв.
- Фетисов І. І., Амартолон сотирія і угро-руські легенди.
- Перетц В. М. акад., Пам'яті акад. Вол. Гнатюка.
- Перетц В. М. акад., «Українська драма», ч. І та III проф. В. І. Резанова.
- Могилянський М. М., Куліш і Шевченко.
- Данилов В В., Українські повісті Хоми Купрієнка, вид. 1844 р.
- Червяк Е. Г., Побут колишньої шляхти околичної на Коростенщині.
- Абрамов І. С., Подорож до м. Воронежа на Чернігівщині.
- Рибаков І. Ф., Панас Мирний, його життя й творчість.
- Щеглова С. О., Новий діялог Семена Полоцького.
- Перетц В. М. акад., Слово о полку Ігоревім і історичні книги Старого Закону.
- Дроздовський В. В., Старосвітський дотеп український.
- Колаковська О. В., Побут сектантів-інокентіївців.
- Вежанович А. С., Еволюція будівництва, одягу та харчу на Кубані.
- Вежанович А. С., Еволюція землеробства та скотарства на, Кубані.
- Даніні Є. П., Деревообробництво на Поділлі.
- Дуйсбург А. Я., Винарство подільських молдаванів.
- Дінцес Л., Трипільська культура.
- Фриде М. О., Селянські будинки в Східньому Поділлі.
- Яремич С. П., Місце Г. І. Нарбута в українському мистецтві.
- Зарембський А. І., Розпис хат на Поділлі.
- Фриде М. О., Ганчарство північного Поділля.
- Фриде М. О., Праця Січинського «Українська хата в околицях Львова»
- Крижанівський Б. Ю., Книга Пісчанського «Українські килими».
- Тараторкин П. Ф., Весілля в Коростенській окрузі.
- Крижанівський Б. Ю., Нові праці про українську архітектуру.

#### 1927 рік
У 1928 році Товариство у «Записках Історично-Філологічного Відділу» опублікувало наступний звіт.
Товариство в складі 36 дійсних членів та 4 членів-співробітників, минулого року розгорнуло ширшу, ніж за попередні роки діяльність, урядивши 44 прилюдних засідання з 58-ма доповідями. Члени Товариства, розробляючи матеріал, що найближче стосується до їх інтересів, виготовили чимало праць суто наукового та інформаційного характеру. На черзі стоїть видання праць Товариства, і Президія зняла клопотання перед Главнаукою РСФСР про асигнування потрібних на це коштів.

##### Доповіді за 1927 рік
А. У спільних зібраннях Товариства прочитано було отакі доповіді:
- Рибаков Ів., Освіта на Україні за часів денікінщини.
- Боцяновський В., Про переклад Ґотевого «Фавста» на українську мову.
- Лященко А., Український рукописний словник р.
- Сиповський В., Історія України в романах першої полов. XIX в.
- Акад. Перетц В., До питання про літературні джерела давнього літопису.
- Червяк К., Досліди над похоронним обрядом.
- Потоцький П., Шевченко в історії кріпацтва.
- Боцяновський В., Шевченко і гайдамаччина.
- Рибаков І., Жандар Дубельт про Т. Г. Шевченка.
- Срезневський Вс., Про збирачів українських пісень з гуртка І. І. Срезіїевського.
- Адріянова-Перетц В., Старовинна українська етимологія слова «горілка».
- Сиповський В., Гоголь як описувач українського побуту.
- Абрамов І., З листування Н. О. Білозерської з П. О. Кулішем та инш. особами.
- Дроздовський В., Я. Г. Кухаренко як літературний діяч.
- Лященко А., Сорокалітня наукова діяльність П. К. Сімоні.
- Абрамович Д., Повість про Варлаама та Йоасафа в перекладі кн. А. М Курбського.
- Пушкаревич В., Українсько-чеські літературні стосунки на початку XIX в.
- Рибаков І., Праці М. І. Яворського над найновішою історією України.
- Адріянова-Перетц В., З історії пародії в українській літературі XVIII в. «Служба пиворізам».
- Акад. Перетц В., Матеріали Пушкінського Дому до історії українського письменства; співробітники альманаху «Снjпь» 1841 р.
- Акад. Перетц В., Вивчення історії та діалектології української мови за часів М. О. Максимовича й до нашого часу.
- Данилів В., Збірник пісень Максимовича р. 1827 в оцінці його сучасників та успіхи студій над українськими народніми піснями протягом 100 років.
- Лященко А., Досліди над історією українського письменства за останнє сторіччя.
- Щеглова С., Студії над історією старовинної української драми та театру за останнє сторіччя.
- Крижанівський Б., Студії над українською етнографією та народнім мистецтвом за сторіччя.
- Лященко А., Пам'яті О. М. Волинського.
- Данилів В., Листування О. М. Бодянського з М. О. Максимовичем.
- Рибаков І., Найновіші праці з історії України Мякотіна та Слабченка.
- Абрамов І., Спогади та вірші П. А. Шрамченка.
- Беоюкович О., Українська людність Семипалатинської губерні.
- Акад. Перетц В., З історії українського письменства в XV в.
- Боцяновський В., Відгуки ідей Ж.-Ж. Русо на Україні при кінці XVIII в. та на поч. XIX в.
- Акад. Перетц В., Нові видання Української Академії Наук з українознавства.
- Лященко А., Нові книги що-до української бібліографії.
- Акад. Ляпунов В., Новітні досліди над історією українськ. мови.
- Рибаков І., Павло Арсенович Грабовський (з приводу 25-річчя з дня його смерти 12 грудня 1902 р.).
- Цушкаревич К., Сербські народні пісні в українському перекладі М. П. Старицького.

Б. На засіданнях Етнографічної Секції прочитано 23 доповіді, а саме:
- Червяк К., Похоронний обряд у Коростенській окрузі.
- Колаковська А., Одяг придністрових молдаванів.
- Колаковська А., Рибальство в с. Кам'янці.
- Крижанівський В., Килим з центральної України.
- Крижанівський Б., Студії над народнім мистецтвом в ряду етнологічних дослідів.
- Червяк К., Індивідуальні терміни поминок в українців.
- Вежкович О., Сільсько-господарські комуни на Кубанщині.
- Зарембський А. та Фріде М., Нові праці з етнографії.
- Могилянська G., Золотарство на Україні.
- Вежкович О., Землеробство на Кубанщині.
- Вежкович О., Розселення українців в Казакстані.
- Ольченкова Т., Жіночі головні убори на Україні.
- Крижанівський Б., Пам'яті Д. М. Щербаківського.
- Могилянська G., Пам'яті Л. Я. Штернберга.
- Фріде М., Українські глиняні забавки.
- Дуйсбург А., Українські ткацькі варстати.
- Фріде М., Ганчарство в селі Бубнівці.
- Крижанівський Б., Зарембський А. та Фріде М., Про нові видання з етнографії України.
- Фріде М., Попереднє звідомлення з подорожи по Волині влітку р. 1927
- Крижанівський В., Про дерев'яні церкви за малюнками Ознобишина.

Список доповідів, зачитаних на засіданнях установ Відділу
- Шульгина Л., Плетіння брилів за матеріялами зібраними в с. Бубнівці.
- Шульгина Л., Матеріяли з історії освітлення української хати.
- Шульгина Л., Форма різьби «коника» на Чернігівщині.

### Видання товариства[11]
1. Звідомлення Товариства дослідників української історії, письменства та мови у Ленінграді. За перше п'ятиріччя (1922—1926). К. 1927. (22х15). 22 с. 500 пр.
2. Науковий Збірник Ленінградського Товариства дослідників української історії, письменства та мови. За редагуванням В. Перетца, К. 1928.
Збірник Історично-Філологічного Відділу № 74
Зміст:

1. Президія Товариства. Переднє слово.

2. І. Франко. Студії над українськими історичними народніми піснями XV ст.,

3. І. Рибаков. Совісний суд на Україні,

4. І. Фетісов. Петро Скарга та Тарас Земка,

5. І. С. Абрамов. «Зелений Шум» М. О. Максимовича та II. А. Некрасова,

6. О. Баранніков. Про Діялект циган Артемівської Округи,

7. В. Боцяновський. До історії українського театру в Петербурзі за 90-х років XIX ст.,

8. В. Данилів. Українська переробка М. К. Садовського драми А, Ф. Пісемського «Горькая Судьбинка» та її цензурні наслідки,

9. М. Фріде. Форма й орнамент посуду з Поділля.

10. О. Бежкович. Еволюція рільничого начиння на Кубані.

11. Коротке звідомлення Товариства дослідників української історії, письменства та мови у Ленінграді за 1927 р.
3. Науковий Збірник Ленінградського Товариства дослідників української історії, письменства та мови. 3а редагуванням В. Перетца, К. 1928.
Збірник Історично-Філологічного Відділу № 74-б
Зміст:

1. А. Лященко. Т. Г. Шевченка і В. М. Забіла,

2. В. Боцяновський Й. До арешту Т. Г. Шевченка 1859 р.,

3. С. Т. Шкроб. Польське слово над труною Т. Г. Шевченка,

4. П, С. Косюра. Про медалі запорозцям,

5. І. Ф. Рибаков. До характеристики доби кризи «anscienne regime» на Україні,

6. Д. І. Абрамович. До питання про джерела Ізборника Святослава 1076 р.,

7. С. О. Щоглова Давні українські вірші про пияцтво,

8. В. Дроздовський. Кубань та кубанці в українській драмі,

9. В. Перетц. З минулого (Міністр-захисник української мови),

10. І. С. Абрамов. Про джерела етнографічного матеріялу в книзі І. Г. Кулжинського «Малороссійская деревня», 1827 р.,

11. К. Пушкаревич. Королеводвірський рукопис в українських перекладах,

12. Звідомлення Товариства дослідників української історії, письменства та мови у Ленінграді за 1928 р.
4. Науковий збірник ленінградського товариства дослідників української історії, письменства та мови. К., 1931
5. Науковий збірник Товариства дослідників української історії, письменства та мови у Ленінграді (1933) — не виданий.